# Уличи
У́личи — восточнославянское племя, населявшее в период VIII—X веков земли вдоль нижнего течения Днепра, Южного Буга и побережья Чёрного моря. В начале IX века это племя состояло из 318 общин.

## Этноним

### Этимология
Название племени уличи прозрачно толкуется из праслав. *l'utitji «лютые, злые, жестокие». Название Wilzi/Wulzi было «военным» именем племени и обозначало «волки» (*vъlci/*vьlci). Видимо, это название тотемического происхождения. Все эти этнонимы подчёркивают храбрость и воинственность племени вплоть до свирепости и жестокости.

### Варианты этнонима
В разных летописях их имя читается по-разному — уличи, улучи, угличи, улутичи, лютичи, лучане, суличи. Слово «уличи» записанное латиницей как *Vulici, *Vuliti, мало отличается от встречающихся в источниках названий «вильцев» или «велетов», таких как Vuilzi, Wilti, Vuilci, Uuilcii.
Кроме того, летописным вариантам наподобие «улутичи» соответствует название славянского племени в т. н. «книге Иосиппон», написанной в середине X века в Южной Италии: «И Морава, и Харвати, и Сорбин, и Лучанин, и Ляхин, и Кракар, и Боймин считаются (происходящими) от сыновей Доданим, живут же они на берегу моря, от границы Булгар до Венетикии [Венеции] на море; и оттуда простираются до границы Саксонии, до великого моря; они-то и называются Склави». На этом основании в лучанинах видят живших на берегах Балтики («великого моря») вильцев-лютичей.
Очень вероятно, что лучане упоминавшиеся у хрониста Козьмы Пражского (около 1045—1125 гг.) среди мелких племён Чехии, и враждовавшие с чехами, является ветвью этого великого племени. По этой причине ряд историков (Н. М. Карамзин, А. Шлёцер, П. Шафарик, Р. А. Рабинович, С. В. Назин и др.) считают несомненной связь между именами балтийских велетов, вильцев и лютичей, с одной стороны, и разными вариантами имени днестровских уличей — с другой. Таким образом, велеты, вильцы, уличи, лютичи, лучане суть название одного и того же племени, распавшегося в ходе славянских переселений.

## Территория расселения
Изначально уличи жили по берегам Днепра к югу от Киева, но летопись отмечает их переселение в низовья Буга и Днестра. В «Повести временных лет» сказано, что «…улучи и тиверьцы седяху бо по Днестру, приседяху к Дунаеви. Бе множьство их; седяху по Днестру оли до моря, и суть гради их и до сего дне…».
Ряд исследователей полагает[кто?], что основной территорией уличей до середины X века было Поднепровье южнее Полянской земли. В древнейшем своде, отрывки которого сохранились в Новгородской летописи, сказано: «И беша седяще уличи по Днепру вънизъ, и по семь преидоша межю Бъгъ и Дънестръ, и седоша тамо». В результате анализа летописных известий Б. А. Рыбаков показал, что столица уличей Пересечень первой половины X века должен был находиться не в Поднестровье, а в бассейне Днепра вниз от Киева. Археологи не обнаружили в окрестностях современной молдавской Пересечины следов древнерусского города. А город Пересечень в Поднепровье южнее Киева упоминается в связи с событиями 1154 г. и в перечне древнерусских городов «А се имена всем градам рускым, далним и ближним», составленном в конце XIV века. На такую локализацию уличей могут указывать и другие источники. Константин Багрянородный, хорошо знакомый с ситуацией в южнорусских степях, сообщает, что одно из печенежских племён граничило с русью, другое — с древлянами и ультинами. Некоторые учёные полагают, что последний этноним соответствует летописным уличам.
Расположение Пересеченя до сих пор точно не установлено. Из летописей известно, что он был взят киевским воеводой Свенельдом. Если переселение уличей было следствием взятия Пересеченя и отказа покориться Киеву, то Пересечень следует искать на берегах Днепра, однако если предположить, что война против уличей велась после их переселения, то Пересечень можно искать в днестровском регионе.

## Исторические упоминания
В реконструируемом А. А. Шахматовым Древнейшем Киевском своде имеется известие о борьбе с уличами первых киевских князей:
«...и беста къняжаща Кыеве и владеюща полями; и беша ратьни съ древляны и с уличи».
В эпоху Аскольда и Дира уличи жили, как и древляне, по соседству с полянами. Борьба Киева с уличами продолжалась до середины X века. В перечне племён, участвовавших в походе 907 года на Византию, уличи не упомянуты. Видимо, в то время это племя ещё не было подвластно Киеву. Уличи воевали с Олегом:
«И бе обладая Олегъ поляны, и деревляны, и северяны, и радимичи, а съ уличи и теверци имяше рать».
В первой половине X века уличи боролись за независимость от Киевской Руси, однако всё-таки были вынуждены признать её верховенство и войти в её состав. В летописи княжение Игоря начинается с борьбы с уличами:
«Игорь же седяше къняжа Кыеве, миръ имея къ вьсемъ странамъ, а съ уличи и съ древляны имеяше рать. И бе у него воевода именьмь Свеньлдъ, и примучи уличе, и възложи на ня дань, и вьдасть Свеньлду. И не въдадяшеться единъ градъ, именьмь Пересеченъ; и седе около его три лета и едъва възя».

Это событие датируется 940 годом: 
«В лето 6448. В се лѣто яшася Уличи по дань Игорю, и Пересѣченъ взят бысть. В се же лѣто дасть дань на них Свѣнделду».
Хотя в 940 году Свенельд, воевода князя киевского Игоря, победил уличей и обложил данью, однако не вся земля уличей была покорена, и Свенельду пришлось вести упорную борьбу за каждый город. Три года он осаждал столицу — Пересечен, но, в конце концов, город сдался. Земля уличей была дана Свенельду в управление.
Позже уличи и соседние тиверцы были вытеснены на север прибывшими печенежскими кочевниками, где слились с волынянами. Последнее упоминание об уличах датируется летописью 970-х годов.